# Rainberg (berg)
Rainberg är ett berg i Österrike.   Det ligger i distriktet Salzburg Stadt och förbundslandet Salzburg, i den centrala delen av landet, 250 km väster om huvudstaden Wien. Toppen på Rainberg är 511 meter över havet, eller 77 meter över den omgivande terrängen. Bredden vid basen är 0,53 km.
Terrängen runt Rainberg är varierad. Runt Rainberg är det ganska tätbefolkat, med 116 invånare per kvadratkilometer.. Närmaste större samhälle är Salzburg, 0,84 km nordost om Rainberg.
Runt Rainberg är det i huvudsak tätbebyggt.